# 米罗皮利亚市镇
米罗皮利亚乡级市镇（烏克蘭語：Миропільська сільська громада），是乌克兰东北部蘇梅州蘇梅區的乡级市镇，行政中心为米罗皮利亚。市镇面积为298.6平方公里，2018年人口数量为4,525人。该市镇成立于2016年8月25日。

## 居民点
该市镇包括10个村庄。